# Gustaf Pettersson
Ej att förväxla med arkitekten Gustaf Petterson (Gustaf Emil Nicholaus Petterson) (1855–1933) vid Överintendentsämbetet

Gustaf Emanuel Pettersson, född 20 mars 1887 i Klara församling, Stockholm, död 18 februari 1925 i Brännkyrka församling, Stockholm, var en svensk arkitekt och byggmästare. 
Pettersson var anställd arkitekt vid Stockholms fastighetskontor, egnahemsavdelningen. Han var en av arkitekterna som formgav bebyggelsen i de tidiga trädgårdsstäderna i Stockholm.

## Biografi
Gustaf Pettersson fick sin utbildning till arkitekt vid Tekniska skolan och Kungliga Tekniska högskolan i Stockholm.
1910 blev han anställd arkitekt vid Stockholms stads lantegendomsnämnd och 1920 vid fastighetskontorets egnahemsavdelningen. Som sådan ritade han både småhus och flerbostadshus bland annat i Gamla Enskede, Enskededalen, Äppelviken, Smedslätten, Ålsten, Höglandet och Nockeby ofta tillsammans med kollegerna Edvin Engström och Gustaf Larson. För Stockholms Kooperativa Bostadsförening ritade han bostadshus i kvarteren Bälgen, Motorn och Vingen, vid Västeråsgatan i Rödabergsområdet (1916–1925) tillsammans med Engström och Larson.
Gällande "Enskede trädgårdsstad" var Pettersson arkitekt bakom bebyggelsen med flerfamiljshus i kvarteret Hälftenbruket längs Sockenvägen som han ritade 1911 och i kvarteret Plöjaren vid Nynäsvägen ritad 1922. Bland småhusen stod han för Typhus XII, ett enfamiljshus om tre rum och kök som uppfördes i två exemplar 1912. Han ritade även stadsplaner, bland annat i Enskededalen (tillsammans med Axel Dahlberg). I trädgårdsstaden Enskededalen gestaltade han flerfamiljshus och dubbelhus i kvarteren Tröskverket och Gammelsmedjan. År 1922 gav han ut en samling typritningar med ritningar på hus tänkta för arbetare. För Stockholms stads fastighetsnämnd ritade Pettersson 1919–1922 Magnebergsvägen 1–26 i Enskededalen.
De första ritningarna till biografen, Bromma-Teatern i Alvik, det som nu är Alviks Måleri eller Måleributiken i Alvik AB, signerades tidigt 1920 av både S.E. Lundqvist och G.E. Pettersson. Det var Gustaf E. Pettersson som fullbordade planerna till hösten 1920. Biografen byggdes 1921–1922 och den första föreställningen gavs den 27 september 1921.
Gustaf Pettersson är begravd på Brännkyrka kyrkogård.

## Bilder, verk i urval

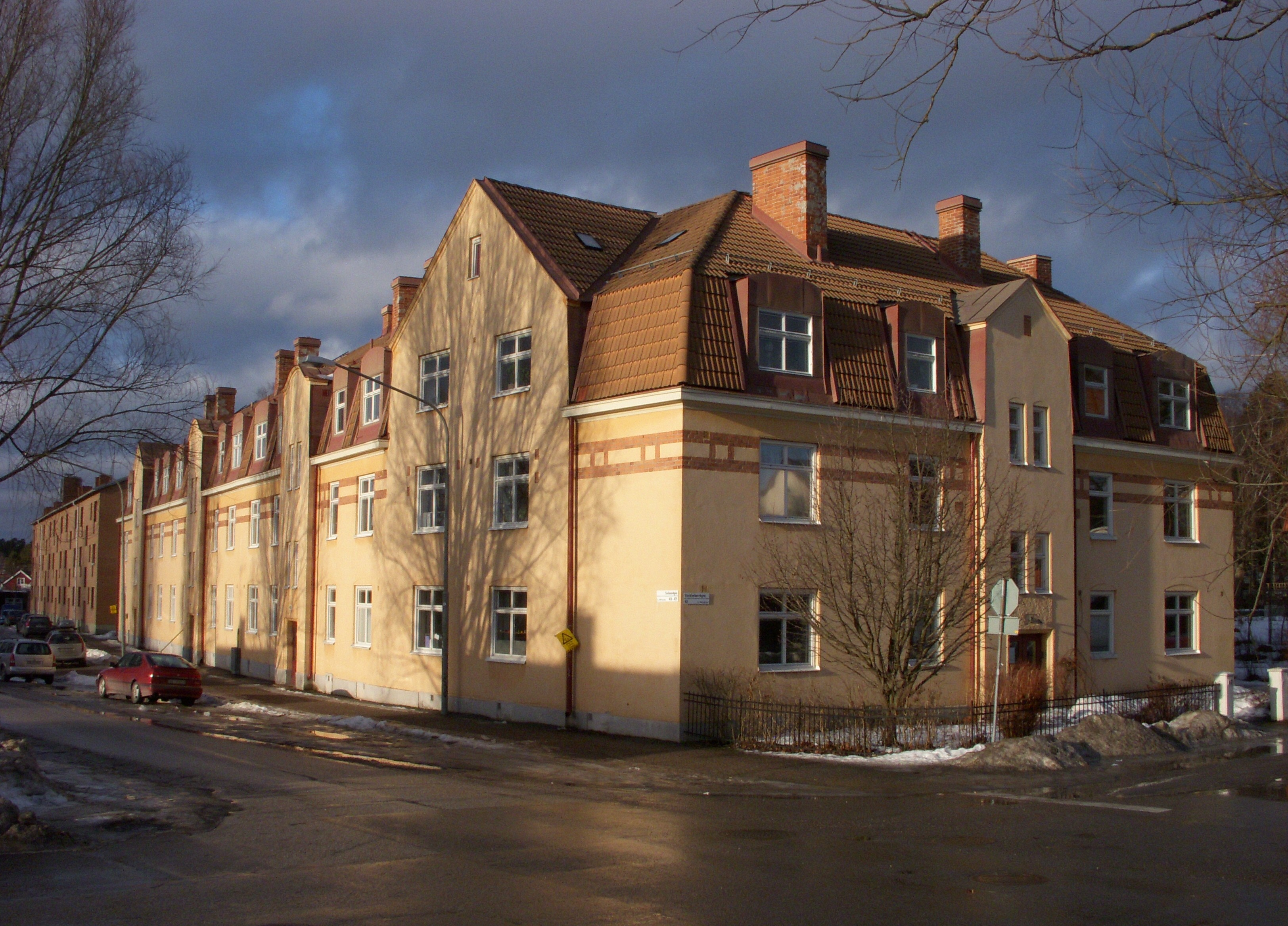
Kv Hälftenbruket, Sockenvägen, Gamla Enskede, byggdes 1911.
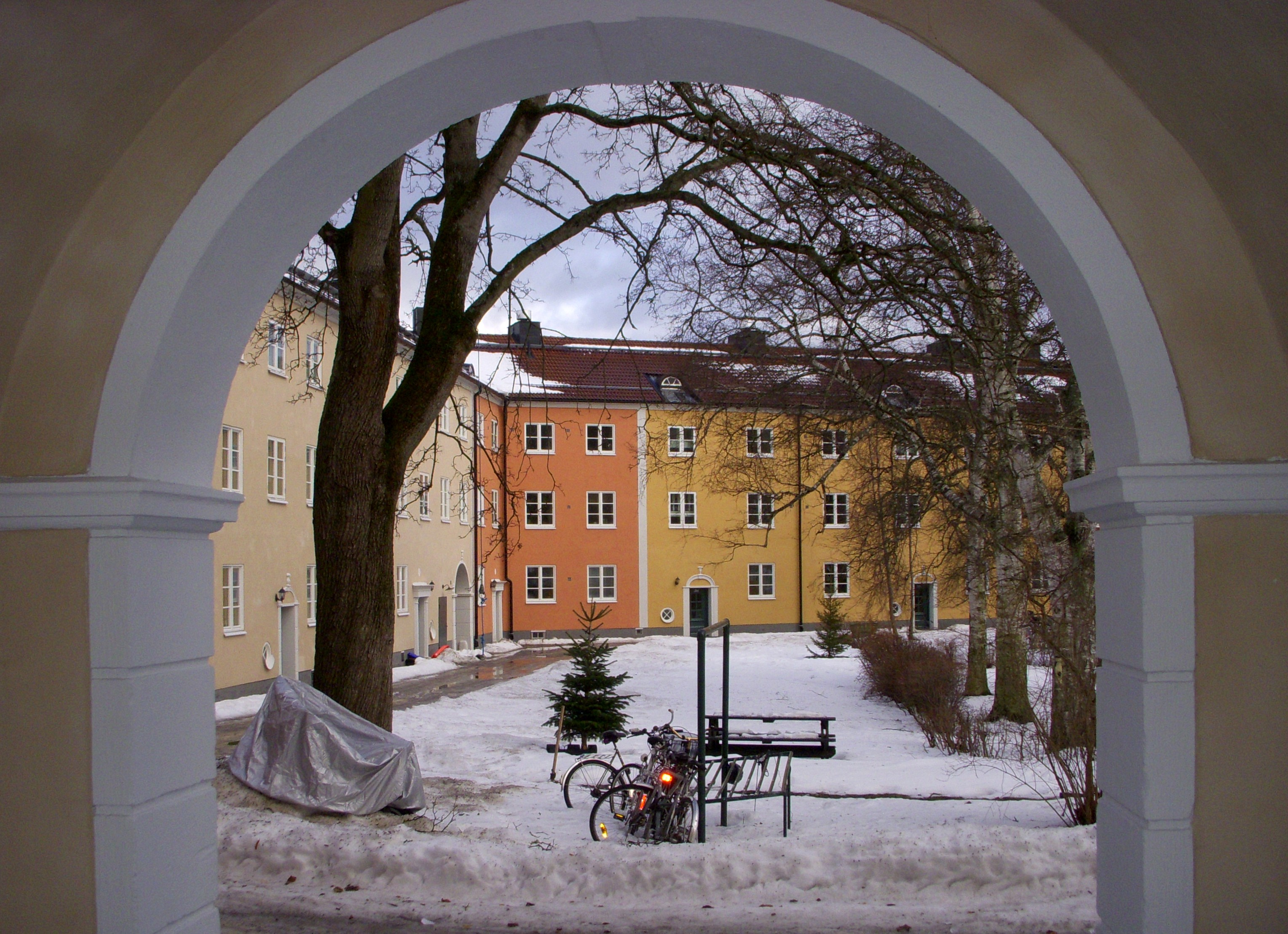
Kv Tröskverket, Enskededalen, Enskede gård, byggdes 1919–1921.
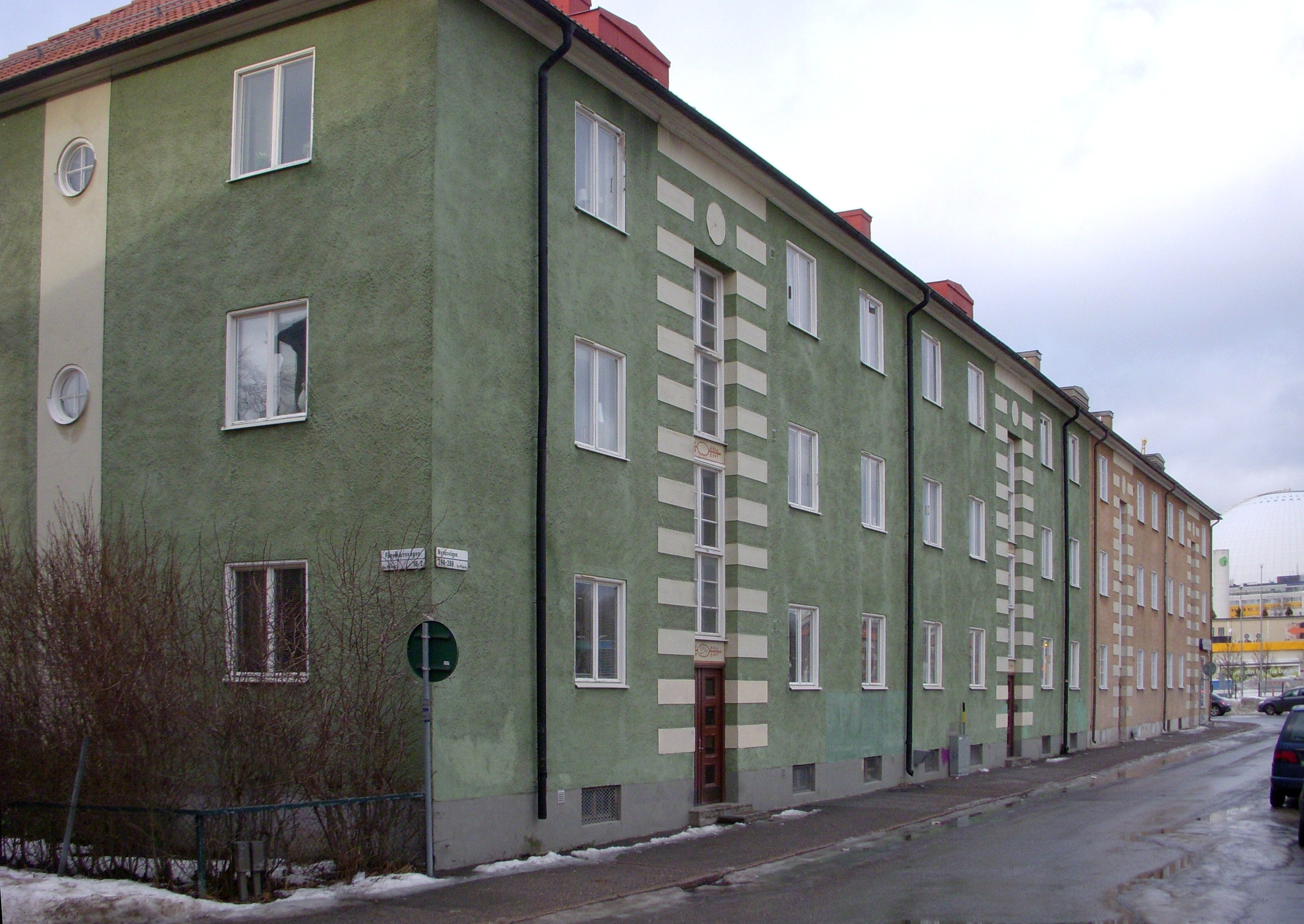
Kv Plöjaren längs Enskedevägen/Nynäsvägen, byggdes 1922.
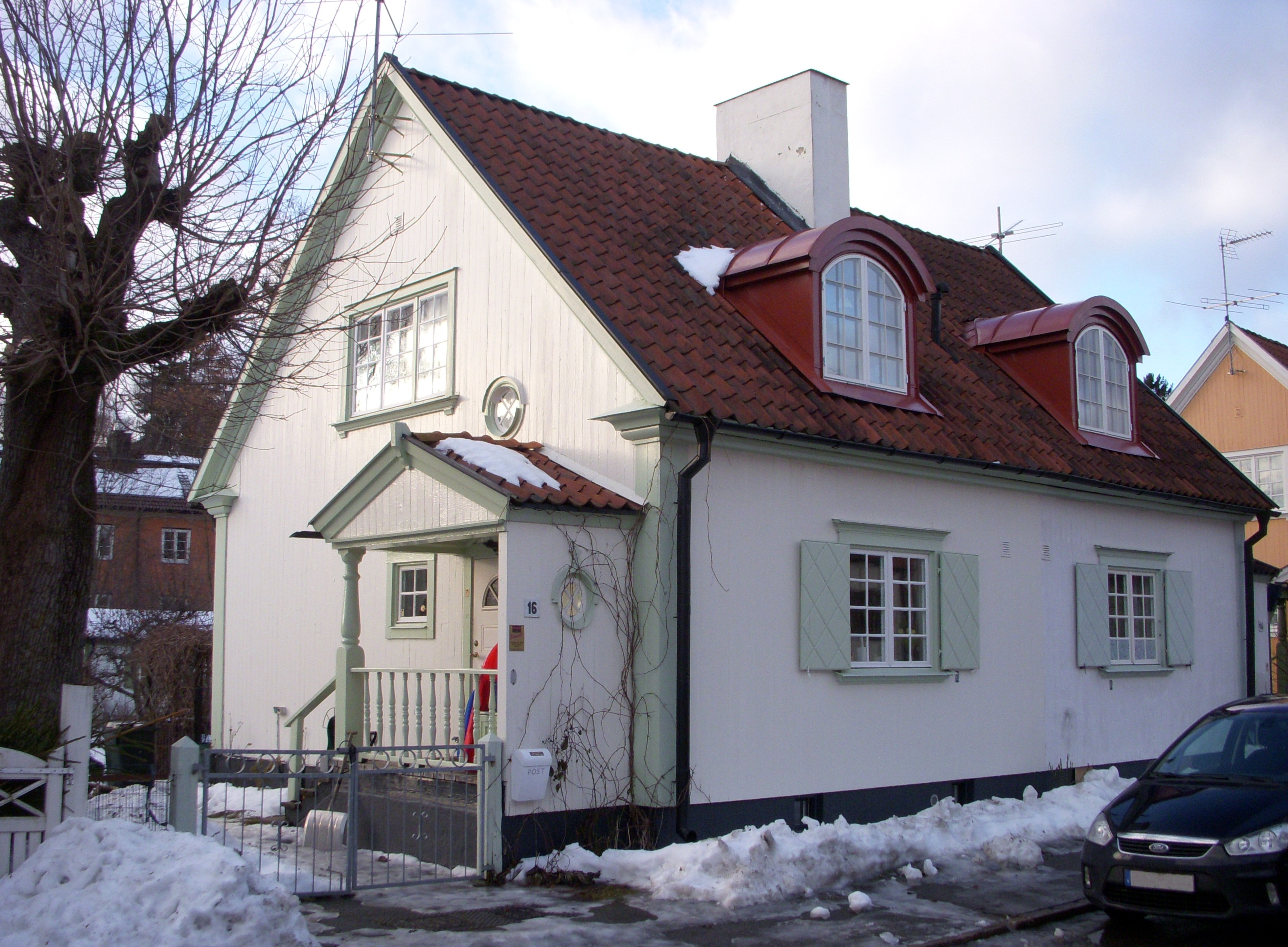
Dubbelhus i kv Gammelsmedjan, Mangebergsvägen 16, Enskededalen, byggdes 1919–1922.
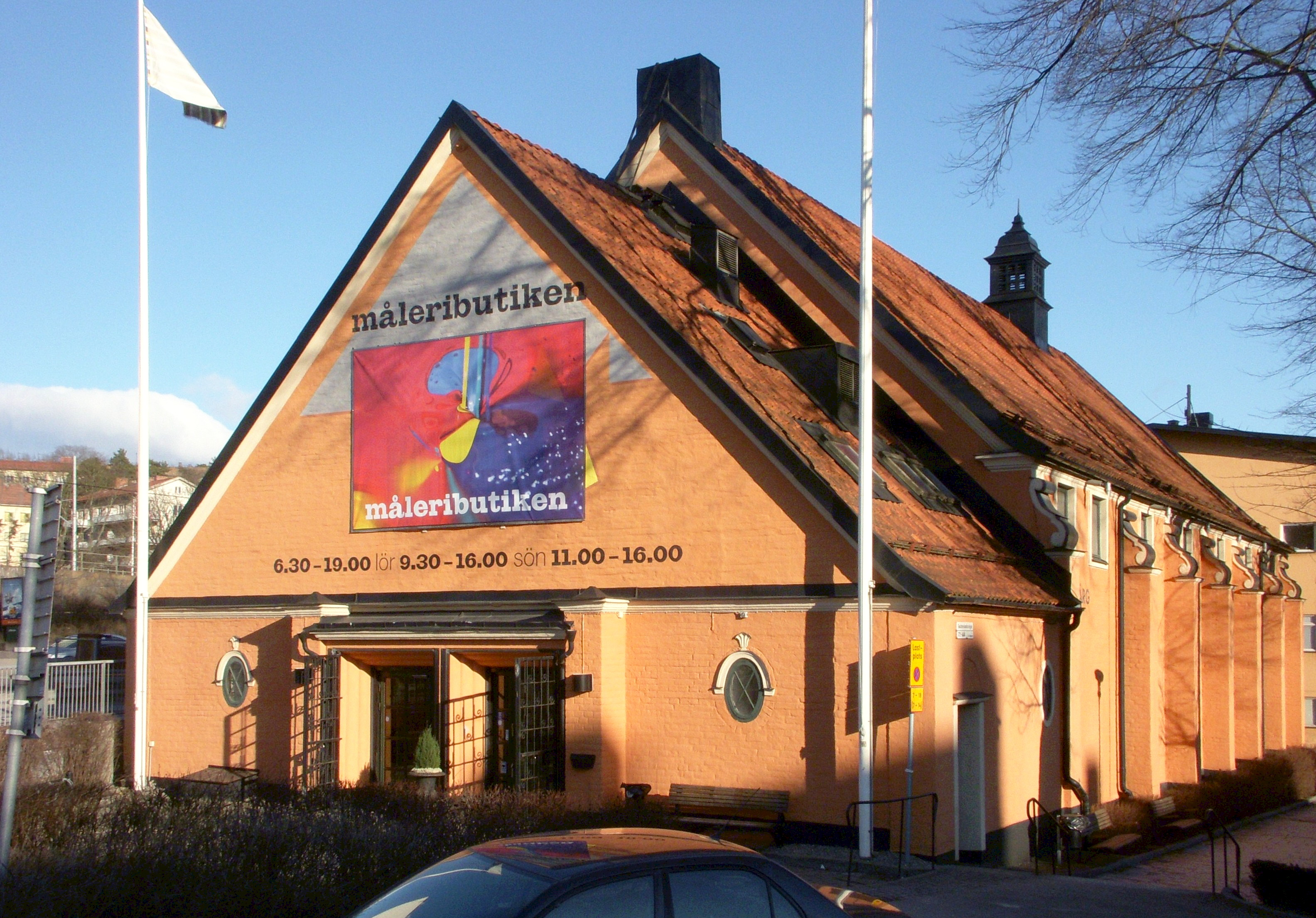
Bromma-Teatern i Alvik, byggdes 1921.